# 丹羽氏栄
丹羽 氏栄（にわ うじひで）は、江戸時代中期の大名。播磨国三草藩の第2代藩主。氏次系丹羽家8代。

## 略歴
享保元年（1716年）、初代藩主・丹羽薫氏の長男として生まれる。享保18年（1733年）12月18日に従五位下に叙任する。宝暦7年（1757年）の父の死去で跡を継ぐ。宝暦10年（1760年）5月11日に大番頭、明和元年（1764年）6月21日に大坂定番となる。明和8年（1771年）7月9日に死去した。享年56。跡を養子の氏福が継いだ。墓所は兵庫県加東市山国の妙仙寺。

## 系譜
- 父：丹羽薫氏（1695-1757）
- 母：小寺喜右衛門の娘
- 正室：輝 - 松平近朝の娘
- 側室：別所盛純の娘
  - 長男：六丸（1763-1763）
  - 次男：丹羽氏寿（1765-1777）
- 養子
  - 男子：丹羽氏福（1762-1843） - 巨勢利永（丹羽薫氏の三男）の次男